# Mahmud ibn Màlik-Xah
Nàssir-ad-Din Mahmud I ibn Màlik-Xah fou sultà seljúcida (1092–1093).
A la mort de Màlik-Xah (novembre de 1092) el va succeir el seu fill gran Abu-l-Mudhàffar Barkyaruq, de 13 anys, però la darrera esposa de Màlik-Xah, Turkan Khatun, amb el suport del visir Marzuban ibn Khusraw Firuz Shirazi ibn Darust Tadj al-Mulk Abu l-Ghanaim conegut com a "Mustawfi" va proclamar a Bagdad al fill que havia tingut amb el sultà, Mahmud, de només 4 anys.
Arslan Arghun, germà de Màlik-Xah, es va apoderar del Khurasan i Balkh i un altre germà, Tutush, es va fer independent a Damasc, al mateix temps que Aq-Súnqur s'independitzava a Alep i diversos governadors del Diyar Bakr seguien el seu exemple (com a Arzèn, Isird i altres llocs). Ismail ibn Yakuti ibn Dawud, oncle matern de Barkyaruq i cosí de Màlik-Xah, que era governador de l'Azerbaidjan i l'Arran, es va revoltar i es va aliar als partidaris de Mahmud.
Kilij Arslan (fill de Sulayman ibn Kutalmix) va fugir del seu captiveri i es va dirigir a Anatòlia on va aconseguir ser reconegut sultà per les tribus turcmanes que havien servit al seu pare. Barkyaruq va tenir el suport de la família Nidhamiyya, parents de l'antic visir Nidham-al-Mulk, assassinat per un sectari ismaïlita uns mesos abans (fou l'antecessor de Tadj al-Mulk Abu l-Ghanaim), que el van portar a Esfahan on el van coronar, però les forces lleials a Mahmud van arribar des de l'Iraq i els van obligar a fugir cap a Rayy. Allí es van reorganitzar i el gener del 1093 un exèrcit va marxar contra Esfahan que fou assetjada. Les forces de Barkyaruq van derrotar a les de Mahmud a Barudjird (Luristan) en la carretera entre Hamadan i Ahwaz, passant per Khurramabad (finals de gener). Barkyaruq entrava poc després a Esfahan. Ismaïl ibn Yaqutí d'Aerbaidjan i Arran es va passar al seu bàndol però fou assassinat per instigació de Taj-al-Mulk i de Turkan Khatun.
El febrer del 1093 el visir Taj-al-Mulk fou fet presoner i executat i el poder de Mahmud es va enfonsar. Els Nidhamiyya van fer assassinat a Turkan Khatun i al jove Mahmud. Barkyaruq fou reconegut com a sultà i es va poder enfrontar a altres opositors.